# شون کوماگای
شون کوماگای (انگلیسی: Shun Kumagai؛ زادهٔ ۷ اوت ۱۹۹۶) بازیکن فوتبال اهل ژاپن است.